# Полевые Козыльяры
Полевые Козыльяры (чув. Хӗрлӗçыр) — деревня в Яльчикском районе Чувашской Республики. Входит в состав Сабанчинского сельского поселения.

## География
Находится в восточной части Чувашии на расстоянии приблизительно 8 км на запад-северо-запад по прямой от районного центра села Яльчики на правом берегу реки Ерыкла.

## История
Основана в XVII веке переселенцами из деревни Козыльяры Шигалеевской волости Свияжского уезда (ныне Урмарского района). Здесь было учтено: в 1721 году — 56 мужчин; 1795 — 21 двор, 144 жителя, в 1859 — 26 дворов, 135 человек, в 1897—212 жителей, в 1926 — 58 дворов, 313 человек, в 1939—373 жителя, в 1979 223. В 2002 — 62 двора, в 2010 — 38 домохозяйств. В период коллективизации был образован колхоз «Красное Знамя», в 2010 году функционировало ООО «Урожай».

## Население
Население составляло 133 человека (чуваши 100 %) в 2002 году, 127 в 2010.